# ليو كينونن

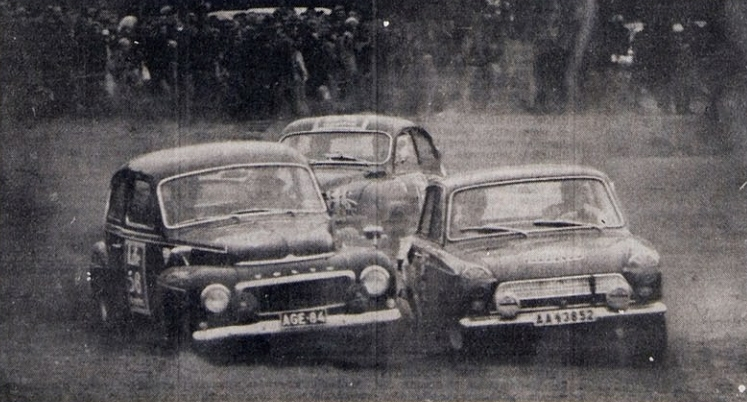
ليو كينونن على فولفو بي في 544(يسار)، بينغت سودرستروم على فورد كورتينا جي تي (يمين) وسيمو لامبينن على ساب 96 سبورت (في الخلف) في 1000 بحيرة 1964.

ليو جوهاني "ليكسا" كينونن (5 أغسطس 1943 – 26 يوليو 2017) هو أول سائق سباقات سيارات، وأول متسابق فورمولا 1 من فنلندا.فاز كينونن في كأس تحدي نورديك عام 1969،